# Mi madre, la oca
Mi madre, la oca (en francés Ma mère, l'oye), es una obra musical del pianista y compositor francés Maurice Ravel compuesta para piano a cuatro manos.

## Versiones para piano
Ravel originalmente escribió Ma Mère l'Oye como un dueto de piano para los niños tras haber dedicado un trabajo anterior, Sonatine, a sus padres. Jeanne Leleu y Geneviève Durony estrenaron la obra en la Société Musicale Indépendante el 20 de abril de 1910.
Fue transcrita para solo de piano por Jacques Charlot, amigo de Ravel, el mismo año en que fue publicada (1910); el primer movimiento de Le Tombeau de Couperin del mismo Ravel fue dedicada a la memoria de Charlot después de su muerte en la Primera Guerra Mundial.
Ambas versiones para piano llevan el subtítulo Cinq pièces enfantines (Cinco piezas infantiles). Las cinco piezas mencionadas son:
- I. Pavane de la Belle au bois dormant

Pavana de la Bella Durmiente
Lent
- II. Petit Poucet

Pulgarcito
Très modéré
- III. Laideronnette, Impératrice des pagodes

Niñita fea, Emperatriz de las Pagodas
Mouvt de Marche
- IV. Les entretiens de la Belle et de la Bête

Conversación de la Bella y la Bestia
Mouvt de Valse très modéré
- V. Le jardin féerique

El Jardín encantado
Lent et grave
En varias de las partituras, Ravel incluyó notas para indicar claramente lo que pretendía evocar.
Por ejemplo, para la segunda pieza:
"Il croyait trouver aisément son chemin par le moyen de son pain qu'il avait semé partout où il avait passé; mais il fut bien surpris lorsqu'il ne put retrouver une seule miette: les oiseaux étaient venus qui avaient tout mangé. (Ch. Perrault.)"
["Creía poder encontrar con facilidad el camino, por el pan que había esparcido por donde había pasado; pero se sorprendió mucho al no encontrar siquiera una migaja: las aves se lo habían comido todo."]
La Bella Durmiente y Pulgarcito se basaron en fábulas de Charles Perrault, mientras que La Niñita fea, Emperatriz de las Pagodas se inspiró en una historia de la "rival" de Perrault, Marie-Catherine, Condesa de Aulnoy. En este movimiento, Ravel aprovecha la escala pentatónica. La Bella y la Bestia está basada en la versión de Jeanne-Marie Leprince de Beaumont. El origen de El Jardín de las Hadas se desconoce. El "Mouvement de Marche" de La Niñita fea usa la armonía de cuartos:

## Versiones orquestales
En 1911, Ravel orquestó la obra. Más tarde ese año la extendió para crear un ballet, separando las cinco piezas iniciales con cuatro nuevos interludios y añadiendo dos movimientos al inicio, Prèlude y Danse du rouet et scène. El ballet se estrenó el 29 de enero de 1912 en el Théâtre des Arts de París. Las once partes del ballet son las siguientes:
- I. Prélude
- II. Premier tableau - Danse du rouet et scène (Escena y danza de la rueca)
- III. Deuxième tableau - Pavane de la belle au bois dormant (Pavana de la bella durmiente)
- IV. Interlude
- V. Troisième tableau - Les entretiens de la belle et de la bête (Diálogos de la Bella y la Bestia)
- VI. Interlude
- VII. Quatrième tableau - Petit Poucet (Pulgarcito)
- VIII. Interlude
- IX. Cinquième tableau - Laideronnette, impératrice des Pagodes (emperatriz de las Pagodas)
- X. Interlude
- XI. Sixième tableau - Le jardin féerique (El jardín mágico)